# 凯诺·伦皮宁
凯诺·伦皮宁（芬蘭語：Kaino Lempinen，1921年2月8日—2003年9月13日），芬兰男子竞技体操运动员。他曾获得1952年夏季奥运会体操比赛男子团体全能铜牌。他于2003年在圖爾庫去世。